# Manuel Mestre Ghigliazza
Manuel Mestre Ghigliazza, (San Juan Bautista (hoy Villahermosa), Tabasco, 15 de noviembre de 1870 - Ciudad de México, 2 de febrero de 1954) fue un médico, político, articulista, historiador y académico mexicano. Con sus escritos y artículos periodísticos apoyó a la Revolución mexicana siendo un duro crítico del gobierno porfirísta. Fue gobernador de Tabasco de 1911 a 1913. 

## Estudios
Realizó sus primeros estudios en San Juan Bautista, se trasladó a Campeche en donde ingresó al Instituto Campechano. En 1889 viajó a la Ciudad de México, se graduó de la Escuela Nacional de Medicina en 1898 y regresó a Tabasco, donde ejerció su profesión impartiendo consultas gratuitas a los indígenas de la zona. Publicó un estudio médico llamado Breves sobre la enteritis infantil.

## Articulísta y político
De ideología liberal radical, comenzó a incursionar en la vida política como articulista en el periódico Monitor tabasqueño. En sus artículos se pronunció en contra de la dictadura de Porfirio Díaz y del gobierno estatal del general Abraham Bandala Patiño. Fue creador o impulsor de varios periódicos, entre ellos La Revista Tabasco, la cual fue publicada por primera vez en 1906.
La Revista Tabasco dio origen al primer litigio político en contra de un grupo "revolucionario". En esa ocasión, varios obreros firmaron una hoja suelta con el título de Alerta, distribuida el 25 de marzo de 1906; pero la imprenta fue cerrada y hubo orden de aprehensión contra los líderes Andrés Calcáneo Díaz y Andrés González.  Mestre también fue hecho prisionero. En 1908, al publicar artículos en El Reproductor tabasqueño de nueva cuenta fue aprehendido.
En 1902, con la ayuda de Joaquín D. Casasús fue elegido diputado suplente para el Congreso de la Unión. 

### Gobernador interino de Tabasco
Tras la caída del gobierno de Porfirio Díaz en 1911, el gobernador del estado, Abraham Bandala Patiño, pidió licencia, dejando en el cargo a Policarpo Valenzuela, quien debido a las presiones políticas de los revolucionarios que exigían un gobernador que no estuviera ligado a Bandala, pidió licencia, nombrando el Congreso del Estado a  Manuel Mestre como gobernador interino de Tabasco del 9 de junio al 3 de julio. Mestre, que en principio había externado que no participaría en las siguientes elecciones constitucionales, finalmente decide participar, por lo que renunció a su cargo para presentar su candidatura al mismo puesto, nombrando el Congreso del Estado al escritor revolucionario Domingo Borrego como su sucesor.

### Gobernador constitucional de Tabasco
El 6 de agosto de 1911, se llevaron a cabo las elecciones para gobernador en el estado, resultándo electo Manuel Mestre Ghigliazza y ejerció su período del 1 de septiembre de 1911 al 31 de diciembre de 1914.
Sin embargo, después del golpe de Estado realizado contra Francisco I. Madero, Mestre reconoció al gobierno de Victoriano Huerta, por tal motivo, los revolucionarios tabasqueños Pedro C. Colorado, Ernesto Aguirre Colorado y Fernando Aguire Colorado entre muchos otros, protestaron por su actitud y su gobierno fue duramente criticado y desconocido, por lo que se vio forzado a separarse del cargo. El 25 de abril de 1913, Mestre solicitó licencia indefinida y entregó el gobierno al General Agustín A. Valdez, enviado por Huerta para hacerse cargo del estado.

## Archivo y Biblioteca Nacional
Se trasladó a la Ciudad de México, fue inspector de crédito. En 1916 fue jefe de la sección de Investigación Histórica y Búsqueda de Documentos del Archivo General de la Nación, en 1917 fue nombrado Oficial Mayor del Archivo.
Durante el gobierno interino de Adolfo de la Huerta, fue nombrado director de la Biblioteca Nacional, cargo que ejerció de 1920 a 1926. En 1921, apoyó la candidatura de Álvaro Obregón mediante artículos publicados en el periódico El Universal. Paralelamente, en 1921, fue regidor del Ayuntamiento de la ciudad. Participó en la organización de la Feria del Libro y de la Exposición de Artes Gráficas de 1924.

## Académico y otros puestos
Fue elegido miembro de la Academia Mexicana de la Historia, ocupó el sillón 14 de 1920 a 1954. Fue director de la Lotería Nacional y director de la biblioteca de la Secretaría de Relaciones Exteriores.

## Obras
La mayor parte de sus publicaciones aparecieron bajo los seudónimos de "Leopoldo Grijalva", "Leopoldo Archivero", "Aroldo García", "Luis Vasconcelos" y "Carlos Flores". Como historiador es autor de: 
- Archivo histórico y geográfico de Tabasco (1907)
- Documentos y datos para la historia de Tabasco publicado en cuatro volúmenes (1916 a 1940)
- Las relaciones diplomáticas entre México y Holanda (1931)
- Los gobernantes de Tabasco, desde la consumación de la independencia en 1821 hasta 1914 (1934)
- Efemérides biográficas (1945)
- La invasión norteamericana en Tabasco, 1846-47 (1945)

Escribió tres obras de poemas:
- Flores de sombra (1907)
- La amiga de Gambetta (1908)
- Cantos a Blanca (1909)

Publicó por años "Cosas de antaño", en El Universal de la ciudad de México. Manuel Mestre fallece en la Ciudad de México el 2 de febrero de 1954.

## Fallecimiento
Falleció en la Ciudad de México el 2 de febrero de 1954. 
Su nombre está escrito en el Muro de Honor del Estado de Tabasco, y varias calles y parques de ciudades tabasqueñas, llevan también su nombre.   